# Фелисиано (Уругвай)
Фелисиано (исп. Feliciano) — населённый пункт сельского типа в центральной части Уругвая, в департаменте Дурасно.

## География
Расположен в юго-западной части департамента, примерно в 38 км от административного центра департамента, города Дурасно.

## Население
Население по данным на 2011 год составляет 77 человек.
| Год  | Население |
| ---- | --------- |
| 1975 | 83        |
| 1985 | 73        |
| 1996 | 68        |
| 2004 | 110       |
| 2011 | 77        |

Источник: Instituto Nacional de Estadística de Uruguay